# 11120 Pancaldi
11120 Pancaldi este un asteroid din centura principală de asteroizi.

## Descriere
11120 Pancaldi este un asteroid din centura principală de asteroizi. A fost descoperit pe 17 august 1996 la Observatorul San Vittore din Bologna. Asteroidul prezintă o orbită caracterizată de o semiaxă mare de 2,29 ua, o excentricitate de 0,09 și o înclinație de 3,1° în raport cu ecliptica.